# محي الدين فارس
مُحْيي الدِّيِن فارِس شاعر وأديب سوداني.

## حياته
محيي الدين فارس أحمد عبد المولى ولد عام 1936 في جزيرة أرقو-قرية الحفيرة دنقلا- الولاية الشمالية.أتم دراسته الابتدائية والمتوسطة والثانوية في مصر، عمل محاضراً بكلية بخت الرضا, ومفتشاً فنيّاً في تعليم (ود مدني), ثم تفرغ لإنتاجه.
ومحي الدين فارس صوت شعري أعلن عن نفسه منذ أن كان طالبا في الثانوية بالإسكندرية عندما هاجرت أسرته إلى هناك من موطنها في أقصى شمال السودان.
بدأت الاتجاهات الجديدة في القصيدة العربية من حيث الشكل والمضمون وعندما انطلقت دعوات الواقعية الاشتراكية في الأدب العربي كان محي الدين فارس أحد فرسان الحلبة وفي لحظة انتقال القصيدة العربية من العمود إلى شعر التفعيلة، كان محي الدين فارس من أول المجددين وفي ظل هذا التجديد كان فارس حارساً للعربية في جزالة المفردات وصحيح اللغة.
في خيمة الشعراء يُلملِمُ النثر أطرافه خجولاً ، فقد اقتلعت يد المنون أوتاد الجسد ، 
ورحلت روح الشاعر مُحي الدين فارس مع أطياف العصافير التي ترحل إلى الآفاق كل يوم وليلة . 
لم نتعود في شعبة اللغة العربية في الثانوية لبس الفرنجة ولا صليل سيوف الشعر، 
تخرُج بنا من نقلة إبداع الأقدمين إلى تقدم نفر مثل شاعرنا في زهو الثقة بأن هنالك مناطق في لغة الشعر العربية 
تتوق لمن يحرثها ويستنبت الأزاهير والثمار والطيب مثله . 
لن تنطفئ شمعة ظللت وجداننا كثيراً في زحام الأرجُل السياسية بفظاظتها 
ولا يتسع لنا الدمع أن نبكي وطناً يخسر الأرواح في كل يوم بمبررات وبدونها ، 
وتبقى أرواح المُبدعين متوهجة تنظرنا بعين الصنيع الحَسن وهو يعمل فينا عمل السِحر .
عاش الشاعر المرهف معاناة قاسية وصبر عظيم على ابتلاء الله له بالمرض الذي أدى إلى بتر ساقه ثم امتد لتبتر الثانية.

## وفاته
توفي يوم الخميس 15 مايو 2008م.

## من أعماله
نشر له في العديد من الصحف والمجلات على امتداد الوطن العربي شارك في العديد من المهرجانات المحلية والعربية. 
قد كان  جميلا مثل الأمير
دواوينه الشعرية:
- الطين والأظافر 1956
- نقوش على وجه المفازة 1978
- صهيل النهر
- قصائد من الخمسينيات
- القنديل المكسور 1997.

## وصلات خارجية
- محي الدين فارس على موقع أرشيف الشارخ.
- نعى الشاعر الراحل في الصحافة الإلكترونية السودانية.